# Jacques Feyder

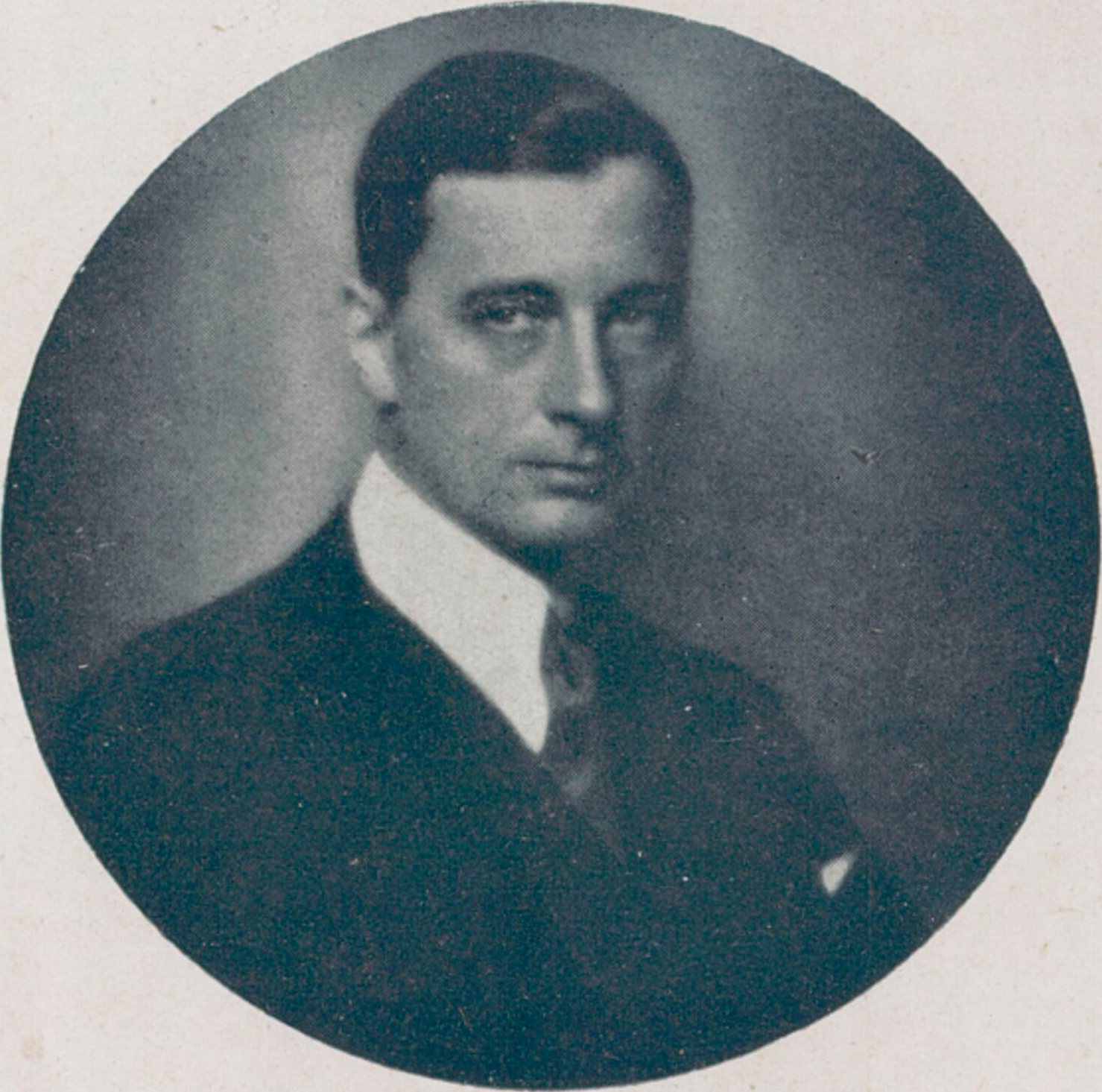
Jacques Feyder, 1925

Jacques Feyder (* 21. Juli 1885 in Ixelles/Elsene, Belgien; † 24. Mai 1948 in Prangins, Schweiz; eigentlich Jacques Léon Louis Frédérix) war ein französisch-belgischer Filmregisseur.

## Leben
Jacques Feyder, Sohn von Alfred Frédérix und Angèle Picard, stammte aus einer gutbürgerlichen Familie, von deren Mitgliedern viele dem Militär zugehörig waren. Auch er sollte zunächst Offizier werden, doch entschied er sich gegen den Willen seines Vaters für eine Laufbahn als Schauspieler. Feyder zog von Belgien nach Paris, wo er an verschiedenen Theatern auftrat, allerdings zunächst nur in kleinen Rollen. Seine Filmlaufbahn begann 1912 als Schauspieler unter Regisseuren wie Georges Méliès und Louis Feuillade. Er begann sich zunehmend für die Filmemacherei zu interessieren und assistierte unter anderem dem Regisseur Gaston Ravel. Seit 1915 inszenierte er seine eigenen Filme bei der Filmgesellschaft Gaumont. Zunächst drehte Feyder vor allem kleinere Komödien. Im Jahre 1917 heiratete er die bekannte Schauspielerin Françoise Rosay. Sie blieben bis zu seinem Tod verheiratet, Rosay unterstützte ihren Mann bei vielen seiner Projekte.
1917 wurde Feyder in die belgische Armee eingezogen und arbeitete als Schauspieler in der Truppenunterhaltung. 1919 kehrte er erfolgreich ins Filmgeschäft zurück. Mit Die Herrin von Atlantis (1921) nach einem Roman von Pierre Benoît hatte er seinen künstlerischen Durchbruch. Der Film wurde auch vom Publikum gut aufgenommen und war kommerziell erfolgreich. Ein weiteres Meisterwerk ist der 1923 in der Schweiz entstandene Film Visages d’enfants („Kindergesichter“), der sich mit der emotionalen Situation von Stiefkindern beschäftigt. Kindergesichter wurde allerdings erst 1925 wegen eines Streites mit der Verleihfirma veröffentlicht und wurde, obwohl mit guten Kritiken bedacht, ein kommerzieller Misserfolg. 1928 wurde seine Satire Les noveaux messieurs zensiert, da Feyder darin Späße über Politiker gemacht hatte. Daher wandte er sich für einige Zeit dem Ausland zu. In Deutschland verfilmte Feyder 1928 Émile Zolas Roman Thérèse Raquin. Im darauffolgenden Jahr war in den USA er der Regisseur des letzten Stummfilms mit Greta Garbo, Der Kuss (The Kiss), und drehte 1930 die deutsche Version von Garbos erstem Tonfilm Anna Christie.
1933 kehrte Feyder, der mit dem Wechsel zum Tonfilm keine Probleme hatte, nach Frankreich zurück. Dort wurde er zu einem der führenden Vertreter und Mitbegründer des französischen poetischen Realismus im Film der 1930er Jahre. In seinen Filmen wie Die klugen Frauen (1935) machte er sich über gesellschaftliche Situationen lustig. Feyder drehte aber auch bis zum Zweiten Weltkrieg in Deutsch und Englisch. Im Krieg setzte Feyder sich in die neutrale Schweiz ab, wo er 1942 mit Eine Frau verschwindet seinen letzten Film drehte und am Konservatorium in Genf Lesungen hielt. 1948 starb er mit 62 Jahren im schweizerischen Prangins.
Mit seiner Frau Françoise Rosay hatte Feyder drei Söhne, die ebenfalls beim Film tätig waren: der Filmarchitekt Marc Frédérix und die Regieassistenten Paul Feyder und Bernard Farrel.

## Filmografie (Auswahl)
- 1916: Têtes de femmes, femmes de tête
- 1921: Die Herrin von Atlantis (L’Atlantide)
- 1922: Der Mann von der Straße (Crainquebille)
- 1923: Herrin der Pussta (Das Bildnis)
- 1925: Kindergesichter (Visages d’enfants)
- 1926: Carmen
- 1926: Heimweh nach der Gasse (Gribiche)
- 1928: Therese Raquin
- 1929: Die neuen Herren (Les Nouveaux messieurs)
- 1929: Der Kuß (The Kiss)
- 1930: Anna Christie
- 1931: Daybreak
- 1934: Die letzte Etappe (Le Grand jeu)
- 1935: Spiel in Monte Carlo (Pension Mimosas)
- 1935: Die klugen Frauen (La Kermesse héroique)
- 1937: Tatjana (Knight without Armour)
- 1938: Fahrendes Volk (Les Gens du voyage)
- 1940: Das Gesetz des Nordens (La Loi du Nord)
- 1942: Eine Frau verschwindet (Une femme disparait)